# Yukio Mishima
Yukio Mishima (jap. 三島 由紀夫 Mishima Yukio), właściwie Kimitake Hiraoka (jap. 平岡 公威 Hiraoka Kimitake; ur. 14 stycznia 1925 w Tokio, zm. 25 listopada 1970 tamże) – japoński prozaik, poeta, dramaturg i eseista, uważany za jednego z najważniejszych japońskich pisarzy XX wieku.
Jego dorobek obejmuje ponad 40 powieści, tomów poezji, esejów oraz dramatów nō i kabuki. Wieloletni kandydat do literackiej Nagrody Nobla.

## Życiorys

### Dzieciństwo
Urodził się w 1925 r. w Tokio w rodzinie dygnitarza rządowego. Jego ojciec, Azusa, pracował w Ministerstwie Rolnictwa i Leśnictwa, a dziadek o imieniu Jōtarō był m.in. gubernatorem Karafuto (Sachalinu).
Jako dziecko został na kilka lat odseparowany od rodziny przez swoją apodyktyczną babkę Natsuko. Spokrewniona z samurajską rodziną Natsuko była niezwykle wykształcona, czytała w oryginale francuską i niemiecką literaturę, uwielbiała teatr kabuki. Była też osobą niezwykle trudną w pożyciu, skrajnie wybuchową i zapalczywą, do tego schorowaną i nieustannie cierpiącą. Odcięła chłopca od kontaktów z rówieśnikami, wychowywał się samotnie, spotykając się jedynie z kuzynkami. Według wielu biografów Mishimy, Natsuko wywarła duży wpływ na jego twórczość i obsesje.

### Młodość

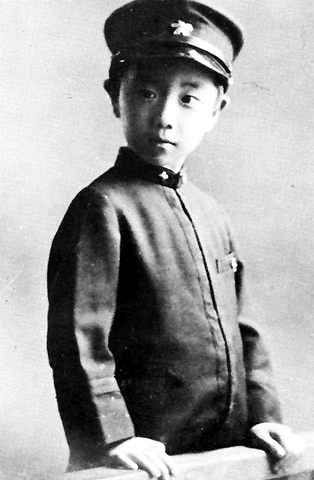
Mishima w 1931

W wieku 12 lat młody Kimitake Hiraoka powrócił na łono rodziny. Czytywał książki Oscara Wilde’a, Rainera Marii Rilkego, a także japońskich klasyków. Podejmował też pierwsze własne próby pisania. Nie mógł znaleźć wspólnego języka z ojcem Azusą, który zwalczał jego „niemęskie” zainteresowanie literaturą i próbował go wychowywać w duchu wojskowej dyscypliny. Zbliżył się za to bardzo do matki Shizue, która pomagała mu ukrywać się z pasją pisarską przed ojcem i recenzowała jego pierwsze opowiadania.
Dzięki wpływom babki Natsuko, która wkrótce potem zmarła, posłano go w 1931 roku do prestiżowej szkoły Gakushūin, gdzie spędził sześć lat i nawiązał współpracę ze szkolnym stowarzyszeniem literackim. Zaowocowała ona w 1941 r. zaproszeniem do opublikowania debiutanckiego opowiadania Las w rozkwicie (Hanazakari no mori) w znanym magazynie literackim Bungei Bunka. Wtedy to Hiraoka przybrał swój literacki pseudonim Yukio Mishima, by nie narazić się ojcu. Opowiadanie ukazało się w formie książkowej w 1944 r. Ojciec zgodził się w końcu na kontynuowanie kariery pisarskiej, ale wymusił na Mishimie podjęcie studiów prawniczych na uniwersytecie w Tokio.

### Dorosłe życie
Na początku 1945 Mishima został powołany do służby wojskowej w japońskiej armii. Wobec perspektywy wysłania na front okłamał wojskowego lekarza, symulując gruźlicę i został odesłany do domu. Do końca życia wstydził się tej decyzji i uważał ją za życiowy błąd.
W 1946 r. poznał swojego późniejszego przyjaciela i mentora, Yasunariego Kawabatę, który po zapoznaniu się z kilkoma opowiadaniami rekomendował je do publikacji w czasopismach literackich. Kariera literacka Mishimy zaczęła nabierać rozpędu.
W 1947 r. Mishima ukończył z wyróżnieniem prawo i podjął pracę w Ministerstwie Finansów. Rok później zrezygnował z błyskotliwie zapowiadającej się kariery urzędniczej i postanowił utrzymywać się z pisania.
W 1949 r. ukazała się pierwsza wielka powieść Mishimy – Wyznanie maski, będąca autobiograficzną opowieścią o młodym homoseksualiście, ukrywającym swoją orientację seksualną z obawy przed społecznym odrzuceniem. Książka odniosła ogromny sukces w Japonii, czyniąc 24-letniego pisarza literacką gwiazdą pierwszej wielkości. Kolejne powieści Mishimy spotykały się nieodmiennie z wielkim zainteresowaniem, były też od razu tłumaczone na języki obce. Oprócz powieści Mishima pisał też opowiadania, wiersze, eseje oraz dramaty dla teatrów nō i kabuki (Madame de Sade, Mój przyjaciel Hitler).
Wielokrotnie podróżował za granicę, gdzie jego nazwisko także stało się głośne. Po opublikowaniu kolejnych powieści (m.in. Odgłos fal w 1954 r., Złota Pagoda w 1956 r.) stał się jednym z najmocniejszych kandydatów do literackiej Nagrody Nobla, ale uhonorowanie nią w 1968 r. Yasunariego Kawabaty pogrzebało jego szanse.
Z biegiem lat pogłębiały się wyniesione z dzieciństwa obsesje Mishimy, zwłaszcza kult śmierci, fascynacja militaryzmem i pięknem ludzkiego ciała. W 1955 r. pisarz zaczął uprawiać kulturystykę (nie opuścił żadnego treningu przez ostatnie 15 lat swojego życia), ćwiczył także wyczynowo sztuki walki – kendo i karate.
Wiązał się również z kobietami (m.in. z Michiko Shōda, późniejszą żoną cesarza Akihito), w 1958 r. ożenił się z Yoko Sugiyama i miał z nią córkę i syna. Zaczął aktywnie udzielać się w polityce. W 1967 r. odbył kompletny trening wojskowy w Japońskich Siłach Samoobrony. Rok później – wraz z patriotycznie nastawionymi studentami – założył paramilitarne stowarzyszenie Tatenokai (Stowarzyszenie Tarczy) i został jego przywódcą.

### Śmierć

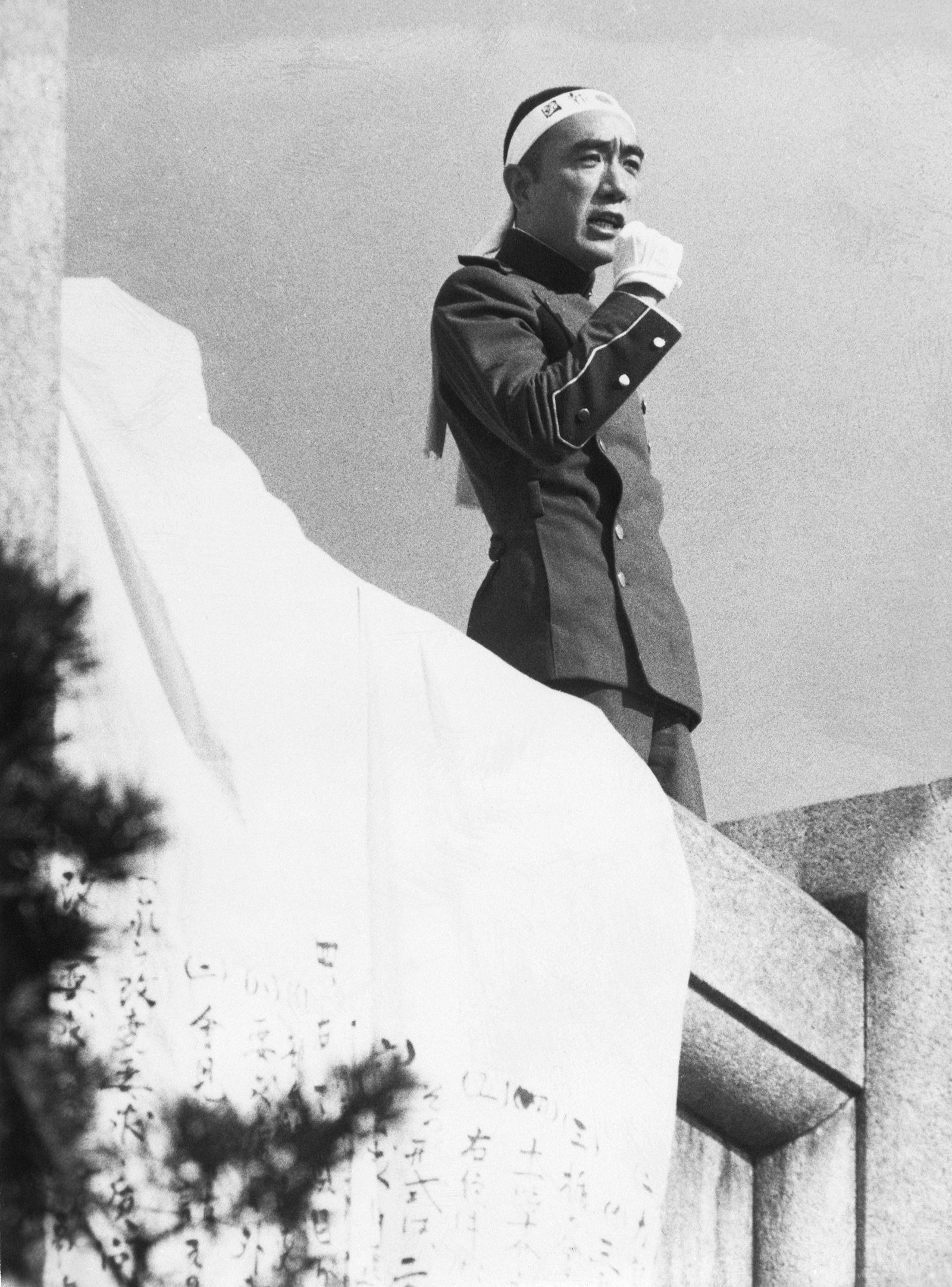
Yukio Mishima w 1970 r., na chwilę przed śmiercią

25 listopada 1970 r. Mishima, wraz z czterema członkami Tatenokai, dostał się do bazy dowództwa piechoty Japońskich Sił Samoobrony w tokijskiej dzielnicy Ichigaya i zabarykadował się wraz z komendantem bazy, generałem Kanetoshim Mashitą, w jego gabinecie. Po gorączkowych negocjacjach wyszedł na balkon i wygłosił do zgromadzonych pod nim żołnierzy płomienne przemówienie, będące protestem przeciw powojennemu statusowi Japonii i wezwaniem do zamachu stanu połączonego z przywróceniem cesarzowi jego dawnej pozycji. Ta przywołująca ducha samurajskiego kodeksu bushidō mowa została jednak zagłuszona przez wojskowe helikoptery. Zrezygnowany Mishima popełnił przy pomocy swoich uczniów Masakatsu Mority i Hiroyasu Kogi rytualne samobójstwo – seppuku. Był to jeden z najbardziej wstrząsających gestów w historii nowożytnej Japonii.
Przed śmiercią zdążył ukończyć swoje największe dzieło – pisaną przez siedem lat tetralogię Hōjō no umi (Płodne morze).
Nawiązaniem do śmierci Mishimy jest utwór Death and Night and Blood zespołu The Stranglers. Poświęcone są mu także m.in. album The Confession of the Rose francuskiej grupy Lonsai Maikov, album Sole e Acciaio włoskiego barda Skolla, album „Yukio Mishima. Tribute” łotewskiego projektu harsh-noise'owego Zahnrad i utwór Hagakure industrialnej grupy Turbund Sturmwerk z płyty Turbund Sturmwerk oraz Kwartet smyczkowy nr 3 „Mishima” P. Glassa.

## Dzieła (wybór)[2]
- Las w rozkwicie (jap. 花ざかりの森 Hanazakari no mori) (1941)
- Tabako (Papierosy) (1946)
- Wyznania maski (jap. 仮面の告白 Kamen no kokuhaku) (1949)
- Nichiyōbi	(Niedziela) (1950)
- Ai no Kawaki (Thirst for Love) (1950)
- Zakazane kolory (jap. 禁色 Kinjiki) (1951)
- Ballada o miłości (jap. 潮騒 Shiosai) (1954)
- Złota Pagoda (jap. 金閣寺 Kinkaku-ji) (1956)
- Kyōko no ie (Dom Kyōko) (1958)
- Kujaku (Pawie) (1960)
- Umiłowanie ojczyzny (jap. 憂国 Yūkoku) (1960)
- Na uwięzi (jap. 午後の曳航 Gogo no eikō) (1963)
- Utage no Ato (After the Banquet) (1963)
- Eirei no koe (Głosy umarłych bohaterów) (1966)
- Płodne morze (jap. 豊饒の海 Hōjō no umi); cykl czterech powieści:
  - Wiosenny śnieg (jap. 春の雪 Haru no yuki) (1968)
  - Galopujące konie (jap. 奔馬 Honba) (1969)
  - Świątynia Świtu (jap. 暁の寺 Akatsuki no Tera) (1970)
  - Upadek anioła (dosł. 'pięć znaków upadku anioła') (jap. 天人五衰 Tennin gosui) (1970)

## Teatr
- Magiczna poduszka z prowincji Kantan (Wioska Kantan) (jap. 邯鄲 Kantan) (1950)
- Jigokuhen (Piekieł wizerunek niezwykły) (1953)
- Yuya (Ukochana Yuya) (1959)
- Adamaszkowy bębenek (jap. 綾の鼓 Aya no tsuzumi) (1951)
- Shiroai no su (Gniazdo termitów) (1955)
- Wachlarz (jap. 班女 Hanjo) (1955)
- Dama Aoi (jap. 葵の上 Aoi no Ue) (1954)
- Pawilon Ryczącego Jelenia (jap. 鹿鳴館 Rokumeikan) (1956)
- Onna wa senryō sarenai (Kobiet nie da się okupować) (1959)
- Nettaiju (Drzewo tropików) (1960)
- Genji kuyō (Requiem dla księcia Genji) (1961)
- Kurotokage (Czarna Jaszczurka) (1961)
- Yorokobi no koto (Harfa radości) (1964)
- Madame de Sade (jap. ｻﾄﾞ公爵夫人 Sado kōshaku fujin) (1965)
- Mój przyjaciel Hitler (jap. わが友ヒットラー Wagatomo Hittorā) (1969)
- Zadziwiająca historia, czyli sierp księżyca (jap. 椿説弓張月 Chinsetsu yumiharizuki) (1969)
- Taras trędowatego króla (jap. 癩王のテラス Raiō no terasu) (1969)

## Filmografia
- Yūkoku (1966)

## Tłumaczenia na polski
- Las w pełni kwiecia (Hanazakari-no mori) tłum. Beata Kubiak Ho-Chi, w: Japonica 4/1995
- Złota Pagoda (Kinkaku-ji) tłum. Anna Zielińska-Elliott, Warszawa, „Wilga” 1997; II wydanie: wyd. PIW 2017
- Wyznania maski (Kamen no kokuhaku) tłum. Beata Kubiak Ho-Chi, w: Literatura na Świecie 5-6/2003 (fragment); całość (pod tytułem Wyznanie maski): Warszawa, wyd. PIW 2019
- Na uwięzi. Ballada o miłości tłum. Ariadna Demkowska-Bohdziewicz, wyd. PIW 1972
- Wprowadzenie do Hagakure tłum. Beata Kubiak Ho-Chi, w: Estetyka japońska. Estetyka życia i piękno umierania. Antologia, t. 3, red. Krystyna Wilkoszewska, Kraków, Universitas 2005
- Zimny płomień (8 opowiadań) tłum. Henryk Lipszyc, posłowie Beata Kubiak Ho-Chi, wyd. Świat Książki, Warszawa 2008
- Słońce i stal tłum. Maciej Komorowski, wyd. PIW, Warszawa 2022